# Marta Szumska
Marta Szumska, po mężu Thomas (ur. 8 marca 1975) – polska koszykarka, występująca na pozycji niskiej skrzydłowej, medalistka mistrzostw Polski.
Była żoną występującego na polskich parkietach koszykarskich Daryla Thomasa, który zmarł w 2018 roku.

## Osiągnięcia

### NCAA
- Uczestniczka rozgrywek Sweet 16 turnieju Women’s National Invitation Tournament (WNIT – 2000)
- Zaliczona do składu C-USA Commissioner’s Academic Honor Roll (2002)[2]

### Drużynowe
- Mistrzyni Polski (1996)
- Brązowa medalistka mistrzostw Polski (1995)